# Vlag van Wijhe

Vlag van Wijhe
(1960-2001)

De vlag van Wijhe werd op 18 juli 1960 bij raadsbesluit vastgesteld als de gemeentelijke vlag van de Overijsselse gemeente Wijhe. Op 1 januari 2001 ging de gemeente op in de gemeente Olst-Wijhe, waardoor de vlag als gemeentevlag kwam te vervallen.

## Beschrijving
De beschrijving luidt: 
Rechthoekig, bestaan uit drie horizontale banen van gelijke hoogte, in de kleuren, van boven naar beneden: geel, wit en groen.
J.P. van der Drift, wapentekenaar bij de Hoge Raad van Adel heeft de vlag ontworpen. De kleuren zijn ontleend aan het gemeentewapen. De vlag werd ter gelegenheid van de viering van het 1000-jarig bestaan van Wijhe ingevoerd.

## Verwant symbool

Wapen van Wijhe

Ambt Delden 
· Avereest 
· Bathmen 
· Blokzijl 
· Brederwiede 
· Den Ham 
· Denekamp 
· Diepenheim 
· Diepenveen 
· Genemuiden 
· Goor 
· Gramsbergen 
· Hasselt 
· Heino 
· Holten 
· IJsselham 
· IJsselmuiden 
· Markelo 
· Nieuwleusen 
· Noordoostpolder 
· Olst 
· Ootmarsum 
· Rijssen 
· Stad Delden 
· Steenwijk 
· Steenwijkerwold 
· Urk 
· Vollenhove 
· Vriezenveen 
· Wanneperveen 
· Weerselo
· Wijhe 
· Zwartsluis 
· Zwollerkerspel